# Wringinanom (Jatibanteng)
Wringinanom is een bestuurslaag in het regentschap Situbondo van de provincie Oost-Java, Indonesië. Wringinanom telt 1937 inwoners (volkstelling 2010).